# Cölestin Maier

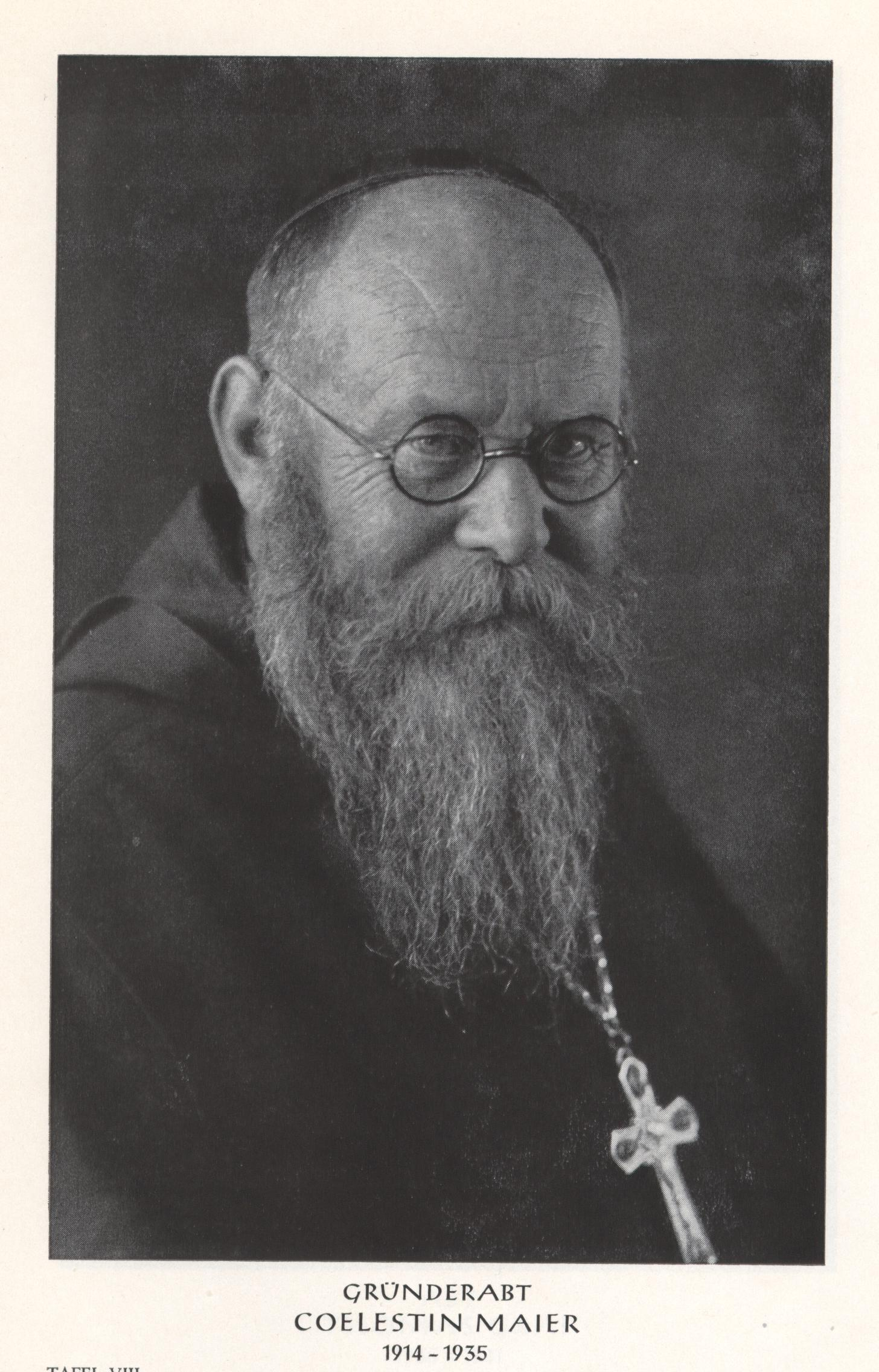
Abt Cölestin Maier OSB (1920)

Cölestin Maier OSB (* 9. Juni 1871 in Natternberg bei Deggendorf als Johann Baptist Maier; † 14. April 1935 in Schweiklberg/Vilshofen) war ein deutscher Benediktinermönch und Abt von Schweiklberg.

## Leben und Werk
Als Johann Baptist Maier geboren, trat er um 1890 in das erst wenige Jahre zuvor von Pater Andreas Amrhein bei der Wallfahrtskirche St. Ottilien in Emming gegründete Kloster der nachmaligen Missionsbenediktiner ein, wo er vom Gründer den Ordensnamen Cölestin erhielt. Dort legte er am 15. August 1891 seine Profess ab und wurde am 25. Juli 1895 zum Priester geweiht. Nach Theologie- und Philosophiestudium in Dillingen wurde Maier Prior in St. Ottilien und war als Cellerar für die Wirtschaftsleitung des Klosters verantwortlich. 1904 kaufte er zur Gründung eines Missionsklosters das Schweiklgut bei Vilshofen und siedelte sich 1905 mit fünf Mönchen dort an.
1906 wurde die wachsende Gemeinschaft als selbständiges Priorat Schweiklberg anerkannt, 1914 wurde dieses zur Abtei erhoben, zu deren erstem Abt Coelestin Maier am 1. April 1914 ernannt wurde. Seine Abtsweihe fand am 24. Mai 1914 in der Schweikelberger Abteikirche statt. Er wählte als Devise seines äbtlichen Dienstes das Wort In cruce salus – Im Kreuz ist Heil.
Mit seiner Klostergründung in Schweiklberg beabsichtigte Maier besonders die Anwerbung und Heranbildung von jungen Männern zum Einsatz in der Mission. Überdies wirkte er als fruchtbarer religiöser Autor.
Die 1999 gegründete Realschule Schweiklberg ist nach Coelestin Maier benannt.

## Schriften (Auswahl)
- Missionspflicht der Frau und Jungfrau. Missionsrede (Im Kampf fürs Kreuz; Bd. 20). Missionsverlag, St. Ottilien 1919.
- Maria-Trost. Ein Andachtsbuch für die Verehrer der Trösterin der Betrübten. Seyfried, München 1925.